# Втрати 232-ї реактивної артилерійської бригади (РФ)
У статті наведено подробиці поіменних втрат 232-ї реактивної артилерійської бригади Збройних сил РФ у різних війнах.

## Російсько-українська війна
| п/п | Прізвище, ім'я, по-батькові                                          | Звання           | Дата народження | Дата смерті |
| --- | -------------------------------------------------------------------- | ---------------- | --------------- | ----------- |
| 1.  | Осалихін Олексій Сергійович (рос. Осалихин Алексей Сергеевич)        | молодший сержант | 19.07.1997      | 05.03.2022  |
| 2.  | Головін Олександр Миколайович (рос. Головин Александр Николаевич)    | молодший сержант | 21.05.1994      | 13.03.2022  |
| 3.  | Шкет Олександр Володимирович (рос. Шкет Александр Владимирович)      | рядовий          | 02.07.1989      | 01.04.2022  |
| 4.  | Могутнов Олексій Борисович (рос. Могутнов Алексей Борисович)         | рядовий          | 08.12.1980      | 13.09.2022  |
| 5.  | Ткачов Олег Олександрович (рос. Ткачёв Олег Александрович)           | подполковник     | 20.09.1978      | 19.09.2022  |
| 6.  | Ботов Олексій Олександрович (рос. Ботов Алексей Александрович)       | майор            | 11.10.1982      | 19.09.2022  |
| 7.  | Суїдников Бахитжан Адилханович (рос. Суиндиков Бахытжан Адилханович) | сержант          | 10.04.1985      | 22.12.2022  |